# 高野会館
高野会館（たかのかいかん）は、宮城県本吉郡南三陸町にある東日本大震災の震災遺構。東日本大震災（以下「震災」と略記）の遺構としては、数少ない民間所有の施設のひとつである。
かつては結婚式場として利用されており、震災では最上階まで津波に襲われたが、従業員らの適切な判断により屋上に避難した約330名が助かった。

## 解説
建物は1986年（昭和61年）に建てられた鉄筋コンクリート構造の4階建で、志津川湾からおよそ300メートルほどの場所にある。所有者は宮城県気仙沼市で水産業・観光業を営む株式会社阿部長商店で、震災までは同社の観光事業部に属する「ブライダルパレス高野会館」として営業を行っていた。結婚式に加え、法事や同窓会などの冠婚葬祭全般で、多くの町民が利用していた総合会館であった。
災害時に避難場所として利用できるよう、建物の基礎は通常の倍の強度で設計されており、震災前には津波避難ビルとして指定されていた。建物には屋上への外階段が設置され、施錠されていないため誰でも避難可能な状況であった。また、当館のスタッフは定期的に避難訓練を実施し、日頃から災害に備えた取り組みを行っていた。

## 震災時
震災当日の2011年3月11日、当館では3階ホールで南三陸町社会福祉協議会が主催する高齢者の芸能発表会が開かれており、震災発生時は閉会式のさなかであった。
突然の激しい揺れとともに停電が起き、室内は真っ暗となった。高齢者たちはパニックになり、外へ出ようとロビーに殺到した。しかし、外の様子を見ていた当館の営業部長が、海面が大きく下がっているのを視認した。1960年チリ地震津波の経験者で元漁師でもあった営業部長は「大きな津波が来る、外に出ると危険だ」と判断し、帰ろうとする高齢者たちを従業員とともに押しとどめ「生きたければ、ここにいなさい」と声をかけて屋上へ誘導した。当館は「町内で一番安全な建物」と言われており、当館の開館当時から勤務し建物の設計にも携わっていた営業部長も「この建物が崩壊するなら町も全滅だ」と考えるほど建物の強度に自信を持っていた。最高齢90代後半、平均80歳前後の高齢者たちは足取りが重く、階段には行列ができた。中には背負われて避難した者もいた。
津波は4回押し寄せ、流されてきた家屋や船や車などの瓦礫が各階のガラスを突き破って館内に流れ込んだが、屋上を目指して階段を上がっていた高齢者たちは間一髪のところで逃れることができた。建物は3階と4階の間の高さ17メートルまで浸水し、屋上も水浸しとなって、避難者たちは膝下ほどまで水に浸かった。津波が引いていく際には、近くの公立志津川病院からベッドごと流されていく入院患者が目撃されているが、救助は不可能な状況であった。このような状況の中で「これ以上津波が来たら、皆で一緒に流されよう」と覚悟した避難者もいた。津波が去った後も当館の周囲は水没状態で、避難者たちは屋上で孤立し、立ったままで一夜を明かした。
翌朝になり、従業員ら3名が瓦礫の中を約3時間かけて避難所の志津川小学校まで歩き、救助を要請した。消防隊員が駆けつけ、屋上に避難していた高齢者たちや近隣の住民、あわせて327名と犬2匹が無事に救助された。入院患者ら74名が死亡・行方不明となった志津川病院や、当館同様に屋上への避難が行われながらも43名の犠牲者を出した南三陸町防災対策庁舎とは対照的な結果となった。

## 保存
震災後の当館は、阿部長商店グループに属する町内の南三陸ホテル観洋が管理を行っている。通常は立入禁止であるが、ホテル観洋が催行するツアー（後述）に参加することで内部の見学が可能である。
ホテル観洋では、震災の翌年から当館などをバスで見学するツアーを実施するようになっていたが、町内に残っていた被災建造物を目にして驚いていたツアー参加者たちは、それらの建造物が次第に解体撤去されていくにつれて、次第にあまり反応を示さなくなっていった。「目で見て伝わるものがないといけない」と感じたスタッフの意見や、視察に訪れた専門家からの当館の保存を望む声もあり、阿部長商店は当館を震災遺構として保存することを決断した。
復興庁は、被災建造物のうち地元住民が保存に合意しているものについて、保存費用の一部を国費（東日本大震災復興交付金）で負担する方針を打ち出していた。しかし、国費による支援が受けられる物件は1自治体につき1件のみという規定があり、南三陸町ではすでに防災対策庁舎が支援対象として決定していたため、当館は支援を受けられなかった。
一方、2013年秋までに被災建造物を解体する場合は、その費用は公費で賄われることとなっていた。当初南三陸町内では、当館を含めて5件の被災建造物が保存を検討していたが、保存のための財政支援は受けられず、また解体する場合は2013年秋を過ぎると自費負担となるという状況の中、4件は保存を断念して公費による解体を選択した。これにより、当館は町内で唯一残存した民間の被災建造物となった。2019年には、国土交通省が選定する震災伝承施設に登録された。
ホテル観洋では、震災を風化させないための取り組みとして、当館や戸倉小学校、防災対策庁舎など町内の震災関連施設を、ホテル従業員の語り部による案内で見学するバスツアーを毎日催行しており、ホテルの宿泊者以外も参加可能である。このツアーはツーリズムEXPOジャパンが主催する「ジャパン・ツーリズム・アワード」において2017年の大賞を受賞した。2022年1月時点で、ツアーの参加者数は延べ42万人に上る。
震災後の当館周辺では土地のかさ上げが実施され、当館に面する国道45号は建物の約10メートル上を通るようになっている。国道から当館へは急カーブの取り付け道路を下っていく形になっており、またバスの転回スペースもないことから、阿部長商店は町に対し当館周辺道路の整備を繰り返し求めているほか、当館近隣に整備された南三陸町震災復興祈念公園や南三陸さんさん商店街などとの回遊性を高めるため、これら施設と当館を結ぶ通路の設置も要望している。